# 下貝塚 (市川市)
下貝塚（しもかいづか）は、千葉県市川市の地名。現行行政地名は下貝塚一丁目から下貝塚三丁目。郵便番号は272-0821。

## 地理
市川市北部に位置する。おもに住宅地として利用されており、三丁目に市立下貝塚中学校、大野中央病院がある東は北方町、西は曽谷、南は宮久保・東菅野、北西は松戸市高塚新田、北は大野町・南大野と接している。

### 地価
住宅地の地価は、2014年（平成26年）1月1日の公示地価によれば、下貝塚2-12-8の地点で9万6100円/m2となっている。

## 歴史

### 沿革
- 1869年（明治2年） - 葛飾県葛飾郡貝塚村となる。
- 1871年（明治4年） - 廃藩置県、県の統合により印旛県葛飾郡貝塚村となる。
- 1873年（明治6年） - 県の統合及び、郡の分割により千葉県東葛飾郡貝塚村となる。
- 1879年（明治12年） - 東葛飾郡内に貝塚村が2つあることにより、下貝塚村となる。
- 1889年（明治22年） - 東葛飾郡国分村、須和田村、曽谷村、稲越村と合併し、東葛飾郡五常村大字下貝塚となる。
- 1890年（明治23年）5月23日 - 五常村が国分村に村名を変更。東葛飾郡国分村大字下貝塚となる。
- 1934年（昭和9年）11月3日 - 市川町、八幡町、中山町と合併、市制施行。市川市大字下貝塚となる。
- 1951年（昭和26年）12月1日 - 市内の大字を町に変更。それに伴い、市川市下貝塚町となる。
- 1974年（昭和49年） - 住居表示施行。市川市下貝塚一丁目 - 三丁目となる。

### 地名の由来
貝塚があったことに由来する。また、東葛飾郡内に貝塚村が2つあったことより、北に位置する村を上貝塚、南に位置する村を下貝塚とした。

## 世帯数と人口
2017年（平成29年）9月30日現在の世帯数と人口は以下の通りである。
| 丁目         | 世帯数    | 人口    |
| ------------ | --------- | ------- |
| 下貝塚一丁目 | 837世帯   | 1,972人 |
| 下貝塚二丁目 | 880世帯   | 1,942人 |
| 下貝塚三丁目 | 310世帯   | 798人   |
| 計           | 2,027世帯 | 4,712人 |

## 小・中学校の学区
市立小・中学校に通う場合、学区は以下の通りとなる。
| 丁目         | 番地 | 小学校               | 中学校               |
| ------------ | ---- | -------------------- | -------------------- |
| 下貝塚一丁目 | 全域 | 市川市立宮久保小学校 | 市川市立下貝塚中学校 |
| 下貝塚二丁目 | 全域 | 市川市立宮久保小学校 | 市川市立下貝塚中学校 |
| 下貝塚三丁目 | 全域 | 市川市立宮久保小学校 | 市川市立下貝塚中学校 |

## 施設
- かいづか保育園
- 市川市立下貝塚中学校
- 大野中央病院